# Courage C36
La Courage C36, chiamata anche Courage-Porsche C36, è una vettura da competizione realizzata dalla Courage Compétition nel 1996. La vettura ha preso parte a tre edizioni della 24 di Le Mans, dal 1996 al 1998.

## Storia
La Courage C36 era una pesante evoluzione della Courage C34. Con la C36, i tecnici Courage iniziarono a sostituire la componentistica di origine Porsche usando pezzi prodotti in proprio. La C36 aveva un nuovo telaio e una nuova carrozzeria, con il solo motore turbo Porsche a 6 cilindri che era derivato da quello della C34.
Per la 24 ore del 1996, Courage C36 corse con la scuderia francese La Filière Elf. La Filière-C36 ottenne il settimo posto nella classifica generale e il secondo posto nella categoria LMP-1 con Henri Pescarolo, Franck Lagorce ed Emmanuel Collard. Una delle due C36 ufficiali, ottenne il 13º posto assoluto e il terzo posto nella LMP-1.
Nel 1997 vennero schierate tre C36 a Le Mans, con l'auto della scuderia Filière piazzata con un settimo posto.
Nel 1998, nella sua ultima apparizione a Le Mans, la C36 arrivò al 15º posto assoluto.